# Cisl Scuola
La Cisl Scuola è un sindacato che organizza gli addetti alla scuola della Confederazione Italiana Sindacati Lavoratori.
Fu fondato nel 1997 dalla fusione di SINASCEL e SISM, sindacati di categoria rispettivamente delle scuole elementari e materna (oggi primaria e infanzia) e della scuola secondaria di I e II grado. La Cisl Scuola associa anche il personale delle scuole non statali e della Formazione Professionale.
Per effetto del numero di iscritti e dei voti ottenuti nelle elezioni per le RSU del 2018 la CISL Scuola è il sindacato più rappresentativo del settore.

## Storia
Il congresso costituente della CISL SCUOLA si è svolto a Maratea (PZ) dal 6 al 9 maggio del 1997. Negli anni precedenti si era dato vita, in ambito CISL, a forme di aggregazione dei sindacati attivi nei settori dell'istruzione, formazione e ricerca ai diversi livelli, giungendo a costituire, con i Congressi del 1981, la Federscuola e successivamente una Federazione Scuola, Università e Ricerca (FSUR), che tuttavia svolse più che altro funzioni di coordinamento fra le diverse strutture, le quali mantenevano ampia autonomia politica e organizzativa. 
Il consolidamento della nuova struttura CISL Scuola, dopo un primo quadriennio nel quale gli organismi statutari sono costruiti con regole volte a garantire un'equilibrata rappresentanza dei sindacati confluenti (SINASCEL e SISM), avviene col congresso del 2001, svoltosi a Foligno (PG). Da quel momento, si realizza in modo più completo il processo di piena integrazione politica e organizzativa. 
Nell'ottobre del 2017, essendo stata nel frattempo definita una nuova struttura dei comparti contrattuali, con la costituzione di un unico comparto per i lavoratori della scuola, dell'università e AFAM e della ricerca, la CISL Scuola ha dato vita, insieme alla CISL Università e alla FIR CISL, alla Federazione CISL - Scuola, Università, Ricerca (FSUR), il cui Statuto fa salva comunque l'identità politica e organizzativa delle tre Federazioni costituenti. Per effetto dei risultati elettorali conseguiti nelle ultime elezioni per il rinnovo delle RSU (5-6-7 aprile 2022), e della consistenza associativa riscontrata sulle quote sindacali versate dal personale pagato dal Ministero dell'Economia, la Federazione CISL Scuola Università Ricerca è il sindacato più rappresentativo del comparto. 

## Segretari generali
- Daniela Colturani (1997 - 2004)
- Francesco Scrima (2004 - 2015)
- Maddalena Gissi (2015 - 2022)
- Ivana Barbacci (2022 - in carica)

## Iscritti
- 1999: Dati non disponibili
- 2000: Dati non disponibili
- 2001: 196 167
- 2002: 196 370
- 2003: 197 191
- 2004: 206 250
- 2005: 208 597
- 2006: 211 451
- 2007: 228 043
- 2008: 238 087
- 2009: 235 808
- 2010: 229 027
- 2011: 231 225
- 2012: 227 885
- 2013: 228 798
- 2014: 250 481
- 2015: 242 201
- 2016: 234 299
- 2017: 247.381
- 2018: 244.492
- 2019: 244.595
- 2020: 247.543
- 2021: 253.507
- 2022: 251.828
- 2023: 255.227
- 2024: 271.171